# Bitwa pod Collooney
Bitwa pod Collooney została stoczona w dniu 5 września 1798 podczas rewolucji irlandzkiej. Zjednoczone siły francuskie oraz irlandzkie pokonały Brytyjczyków pod Collooney w pobliżu Sligo. To starcie zbrojne bywa także nazywane bitwą pod Carricknagat.

## Okoliczności
Długo oczekiwany przez irlandzkich powstańców desant sił francuskich nastąpił w dniu 22 sierpnia 1798. Lądowanie 1,1-tysięcznych oddziałów francuskich pod wodzą generała Humberta miało miejsce w Cill Chuimín Strand nad zatoką Killala, w hrabstwie Mayo. Znaczna odległość miejsca desantu od punktu położenia wrogich sił brytyjskich, pozwoliła na spokojne, niezakłócone rozładowanie desantu pomimo niewielkiej liczebności Francuzów. Najbliższe miejsce koncentracji oddziałów brytyjskich znajdowało się w Leinster, na wschód od miejsca lądowania sił francuskich. Brytyjczycy zajmowali się tam usuwaniem pozostałych ognisk oporu powstańców. Oddziały Republiki Francuskiej szybko zajęły miasteczko Killala, słabo bronione przez miejscowych yeomanów. Dwa dni po rozgromieniu angielskiego oddziału jeździeckiego przysłanego z zadaniem powstrzymania marszu sił desantowych, republikanie zajęli miasteczko Ballina. Gdy na obszarze hrabstwa rozeszła się wieść o przybyciu francuskich posiłków, do obozu Francuzów zaczęli licznie przybywać irlandzcy ochotnicy.
Zwycięstwo generała Humberta przyciągnęło do oddziałów powstańczych około 5 tysięcy Irlandczyków w ramach nowego zaciągu. Jednak – wbrew oczekiwaniom francuskiego dowódcy – nie wystarczyło to do ponownego rozniecenia powstania. Duża, 26-tysięczna armia brytyjska pod wodzą feldmarszałka lorda Cornwallisa, świeżo upieczonego lorda namiestnika Irlandii, konsekwentnie posuwała się w kierunku oddziałów Humberta. Opuściwszy Castlebar, Humbert skierował się poprzez Sligo ku prowincji Ulsteru z zamiarem wzniecenia tam powstania.

## Przebieg bitwy
W trakcie marszu do hrabstwa Donegal, leżącego w prowincji Ulster, połączone siły francusko-irlandzkie posuwały się na północny wschód, w kierunku Sligo. Dotarłszy do wsi Collooney, starły się z brytyjskim oddziałem oddelegowanym z garnizonu broniącego Sligo – miasteczka położonego w odległości około 5 mil (na północ) od Collooney. Do starcia o drugorzędnym znaczeniu doszło pod Carricknagat, niewielkim miasteczkiem, leżącym w bezpośrednim sąsiedztwie Collooney – stąd niektóre źródła określają tę bitwę mianem bitwy pod Carricknagat.
W dniu 5 września 1798 oddziały francusko-irlandzkie maszerowały poprzez tereny hrabstwa Sligo w kierunku wschodnim, lecz ich pochód został powstrzymany przez ostrzał z armaty, umieszczonej przez Brytyjczyków na wzgórzu Union Rock w pobliżu Collooney.
W trakcie potyczki, która się wywiązała, wyróżnił się adiutant generała Humberta, młody irlandzki porucznik Bartholomew Teeling. Teeling wyłamał się z szeregów francuskich i samotnie zaatakował stanowisko strzeleckie wroga. Uzbrojony tylko w pistolet, zastrzelił wrogiego kanoniera i zdobył angielską armatę. Usunąwszy zagrożenie ze strony brytyjskiego działa, oczyścił drogę armii irlandzko-francuskiej. Siły koalicyjne posuwały się dalej naprzód, a Brytyjczycy wycofali się do koszarów w Sligo. W trakcie walk 60 brytyjskich żołnierzy poległo, a kolejnych 100 trafiło do niewoli.
Brytyjski pułkownik Charles Vereker, który dowodził oddziałami milicji z Limerick, za postawę w trakcie bitwy otrzymał szlachectwo.

## Pomnik Teelinga
W roku 1898, w setną rocznicę bitwy, w Carricknagat postawiono pomnik ku czci Teelinga.